# Republik Winburg-Potchefstroom
Winburg-Potchefstroom ist der Name einer kurzlebigen Burenrepublik auf dem Gebiet des heutigen Südafrika.
Sie wurde durch den Voortrekker-Anführer Andries Hendrik Potgieter gegründet und umfasste vor allem die Städte Winburg und Potchefstroom mit ihren umliegenden Gebieten.
Potgieter war während des Großen Trecks ein Anführer der Voortrekker und gründete von Süden kommend Siedlungen jenseits des Vaal-Flusses, unter anderem auch Potchefstroom. Am 9. April 1844 erklärte Potgieter die Republik Winburg-Potchefstroom für unabhängig.
Das Gebiet von Potchefstroom ging etwa zehn Jahre später in der Republik Transvaal auf, das Gebiet um Winburg hingegen im Oranje-Freistaat. Potchefstroom wurde dabei die erste Hauptstadt von Transvaal.

## Flagge
Die Flaggen von Potchefstroom und Winburg, den beiden Zentren der Republik, waren sich beide sehr ähnlich und basierten auf der Flagge der Voortrekker-Buren (die Flagge von Winburg ist mit dieser sogar identisch). Wahrscheinlich wurden Varianten auch als Insignien der Republik Winburg-Potchefstroom verwendet.